# Геологія Ліберії
Геологія Ліберії характеризується в основному надзвичайно давніми гірськими породами, які утворилися між 3,5 мільярдами і 539 мільйонами років тому в археї та неопротерозої. Більш молоді породи (з останніх 145 мільйонів років) спостерігаються поблизу узбережжя. Країна має багаті ресурси заліза, а також алмази, золото та інші мінерали в стародавніх осадових утвореннях, вивітрюваних до вищих концентрацій тропічними опадами.

## Геологія Ліберії
На території Ліберії виділяються дві великі тектонічні структури:
- ранньодокембрійський Леоно-Ліберійський масив, що займає б.ч. країни,
- пізньодокембрійський рухомий пояс Рокелід, відокремлений від масиву великим насувом і розташований вздовж узбережжя.

Серед архейських гнейсо-гранітів Леоно-Ліберійського масиву збереглися релікти г.п. зеленокам'яних поясів (2230–2950 млн р.). Це — метаосадові і метавулканічні утворення: кварц-слюдисті і кварц-слюдисто-графітові сланці, залізисті кварцити, амфіболіти та ітабірити (серії Німба і Сіманду).
Ранньопротерозойські метаморфічні утворення (серія Біррім) представлені сланцями, кварцитами, метаефузивами основного, середнього і, рідше, кислого складу, марганецьвмісними філітами, гондитами, прорваними ебурнейськими гранітами. Пізніші утворення — пермо-тріасові і юрські трапові сілли і дайки, дрібні кімберлітові тіла і дайки. Латерити і алювіальні відклади мають четвертинний вік.